# Azilal
Azilal (arabă أزلال) este un oraș în centrul Marocului.